# 房村精一
房村 精一（ふさむら せいいち、1947年3月18日 - ）は、日本の元裁判官。公安審査委員会委員長。

## 経歴
- 1969年06月 東京大学法学部卒業
- 1969年07月 司法修習生
- 1971年07月 京都地方裁判所判事補任官
- 1974年04月 東京法務局訟務部付
- 1977年04月 東京地方裁判所判事補兼東京簡易裁判所判事
- 1979年04月 福島家庭裁判所白河支部判事補兼福島地方裁判所白河支部判事補兼白河簡易裁判所判事
- 1981年07月 福島家庭裁判所白河支部判事兼福島地方裁判所白河支部判事兼白河簡易裁判所判事
- 1982年04月 東京地方裁判所八王子支部判事兼東京家庭裁判所八王子支部判事兼八王子簡易裁判所判事
- 1984年02月 法務大臣官房司法法制調査部付
- 1984年04月 法務大臣官房司法法制調査部参事官
- 1988年04月 東京地方裁判所判事
- 1990年04月 法務省民事局第二課長
- 1992年04月 法務省民事局第三課長
- 1993年07月 法務省民事局第一課長
- 1996年04月 法務大臣官房秘書課長
- 1998年06月 法務大臣官房司法法制調査部長
- 2001年01月 法務省大臣官房司法法制部長
- 2001年12月 法務省民事局長
- 2005年01月 東京高等裁判所部総括判事
- 2006年10月 さいたま地方裁判所長
- 2008年09月 東京高等裁判所部総括判事
- 2009年12月 仙台高等裁判所長官
- 2011年01月 名古屋高等裁判所長官
- 2012年03月 定年退官
- 2012年04月 東京都労働委員会委員（公益委員）（2019年11月まで）
- 2013年01月 公安審査委員会委員長
- 2013年08月 東京都労働委員会会長　（2019年11月まで）
- 2016年06月 株式会社横浜銀行社外監査役[1]　（2020年6月まで）
- 2017年01月 公安審査委員会委員長（再任）
- 2017年04月 瑞宝重光章受章[2]
- 2020年06月 株式会社コンコルディア・フィナンシャルグループ社外監査役
- 2020年06月 日本化薬株式会社社外取締役[3]